# Steampunk

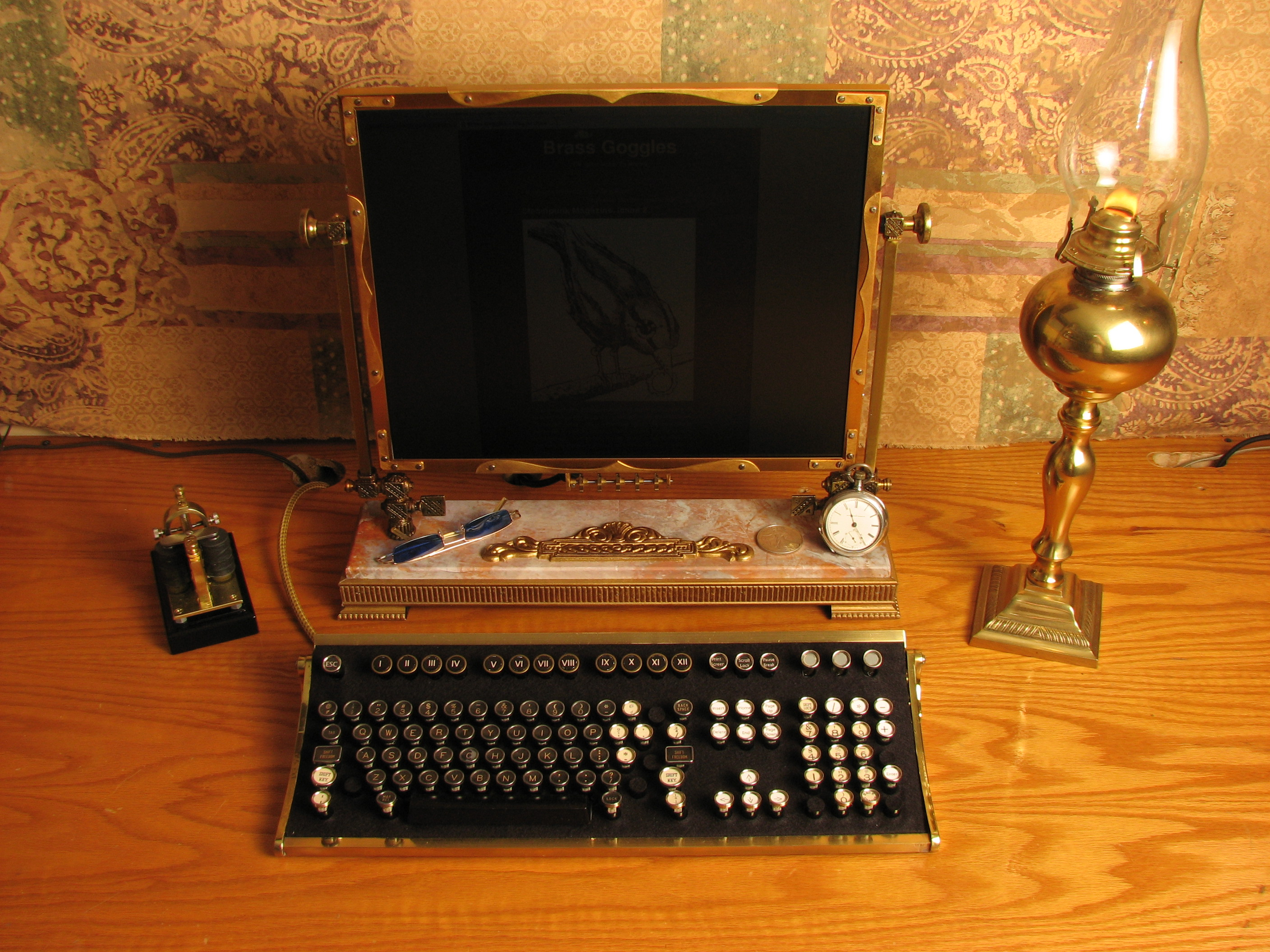
Um computador pessoal em estilo steampunk.

Steampunk também conhecido como Vapor Punk ou Tecnavapor (abreviação de ''Tecnologia a Vapor'') é um subgênero da ficção científica, ou ficção especulativa, que ganhou fama no final dos anos 1980 e início dos anos 1990. Trata-se de obras ambientadas no passado, no qual os paradigmas tecnológicos modernos ocorreram mais cedo do que na História real (ou em um universo com características similares), mas foram obtidos por meio da ciência já disponível naquela época - como, por exemplo, computadores de madeira e aviões movidos a vapor. É um estilo normalmente associado ao futurista cyberpunk e, assim como este, tem uma base de fãs semelhante, mas distinta.
Enquanto a ficção científica moderna é inspirada nas viagens espaciais e no contato extraterrestre, o estilo Steampunk é marcado pelo uso de uma tecnologia mais robusta como máquinas a vapor, fabricações em madeira, cobre e bronze, e o amplo uso de engrenagens; como se fosse uma explosão tecnológica pré-digital. No entanto a maquinaria utilizada é frequentemente até mais avançada que a de hoje em dia. Por outras palavras, o steampunk é maquinaria do passado, no entanto mais avançada. Ambienta-se no cenário da Revolução Industrial e com personagens trajados com indumentária vitoriana.
O gênero steampunk pode ser explicado de maneira muito simples, comparando-o a literatura que lhe deu origem. Baseado num universo de ficção cientifica criado por autores consagrados como Júlio Verne no fim do século XIX, ele mostra uma realidade espácio-temporal na qual a tecnologia mecânica a vapor teria evoluído até níveis impossíveis (ou pelo menos improváveis), com automóveis, aviões e até mesmo robôs movidos a vapor já naquela época.

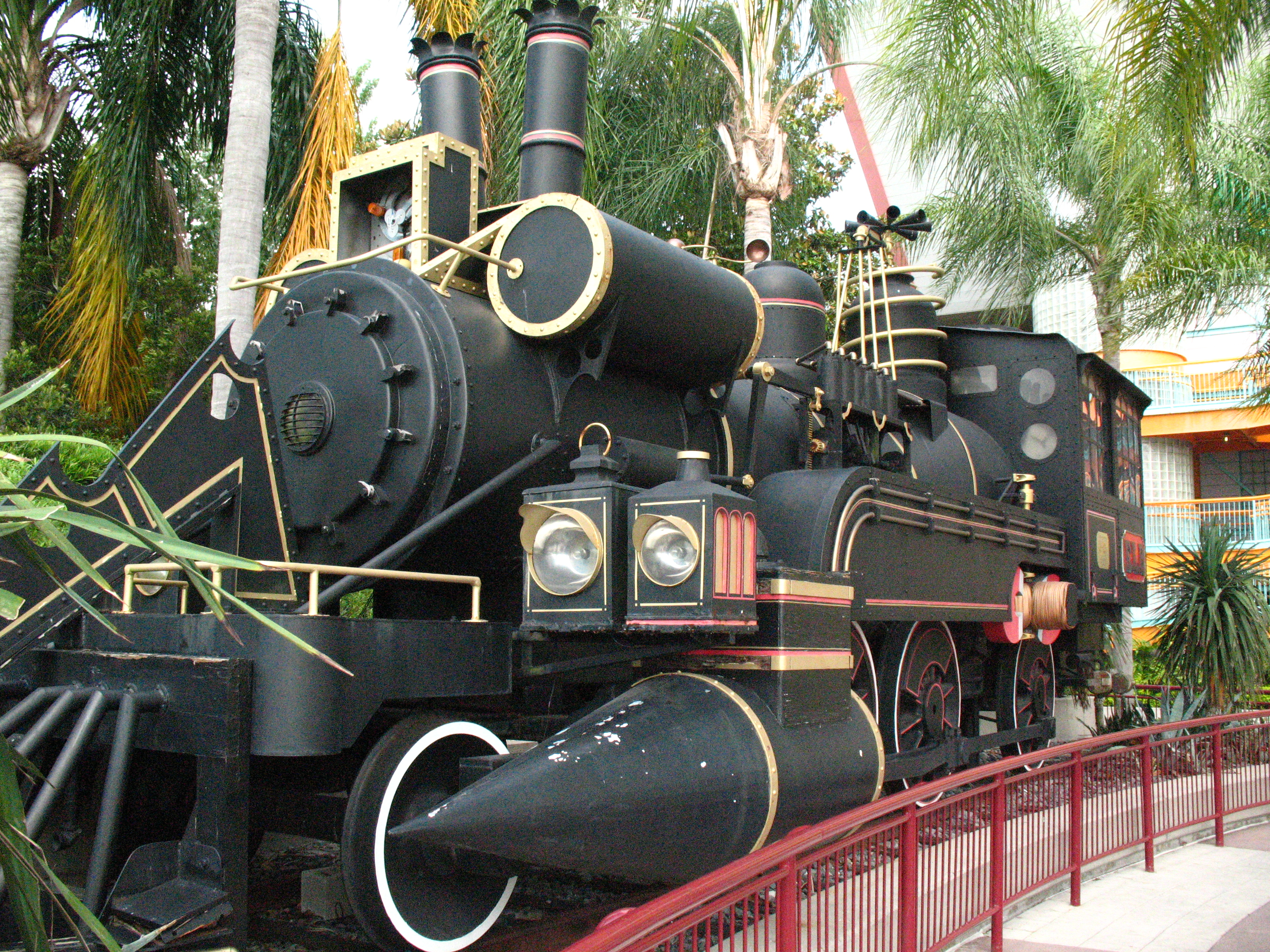
A Locomotiva de De Volta para o Futuro III.

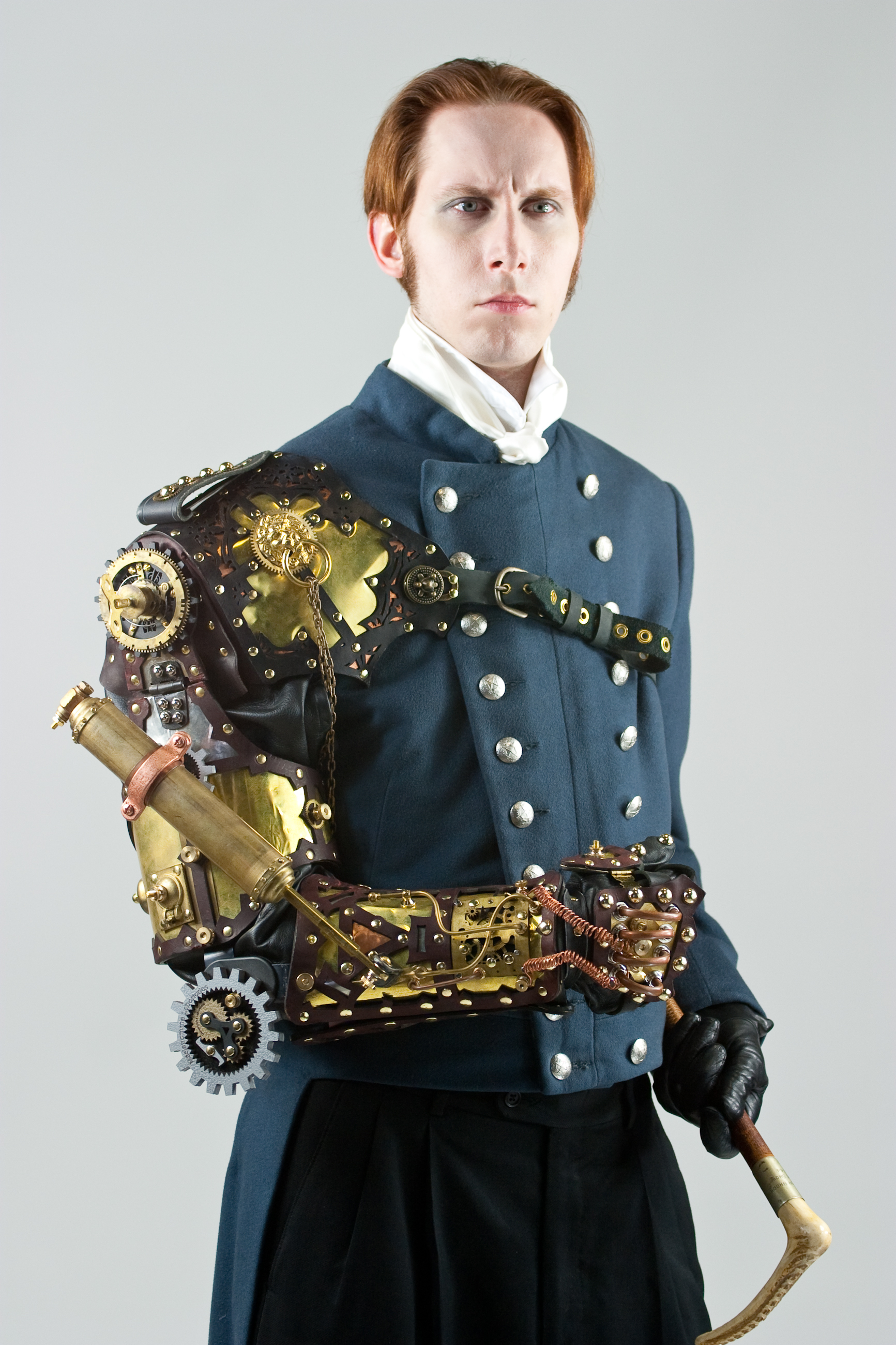
Imagem steampunk de G. D. Falksen..

## Origem
Apesar de várias obras agora consideradas como fundadoras do gênero terem sido publicadas nos anos 1960 e 1970, o termo "steampunk" se originou no final dos anos 1980 como uma variante de "cyberpunk". As histórias do "steampunk" prototípico eram essencialmente contos cyberpunk ambientados no passado, usando tecnologia da era do vapor em vez da ubíqua cibernética do cyberpunk, mas mantendo as atitudes "punkistas" dessas histórias em relação a figuras de autoridade e à natureza humana. Originalmente, como o cyberpunk, o steampunk foi tipicamente distópico, geralmente com temas de noir e ficção pulp, como uma variante do cyberpunk. À medida que o gênero se desenvolveu veio a adotar mais um apelo utópico das sensibilidades dos romances de ficção científica do século XIX.
A ficção steampunk se foca mais sobre a tecnologia real, teórica ou cinemática da era vitoriana (1837-1901), inclusive motores a vapor, aparelhos mecânicos, e a Máquina diferencial. Apesar de muitas obras steampunk serem ambientadas em cenários vitorianos, o gênero tem se expandido até para cenários medievais e geralmente passeia pelos domínios do terror e da fantasia. Várias sociedades secretas e teorias conspiratórias são geralmente apresentadas, e alguns steampunks incluem elementos significativos de fantasia. Além disso, há frequentemente influências lovecraftianas, ocultistas e góticas. O romance The Difference Engine de William Gibson e Bruce Sterling é creditado frequentemente como o principal divulgador do steampunk.

## Steampunkprimitivo

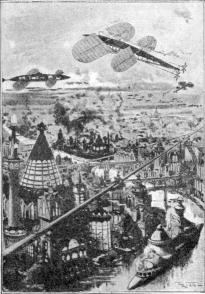
Versão futurista de Paris por Camille Flammarion, 1911

As origens do steampunk remontam às obras pioneiras de ficção científica de Júlio Verne, Albert Robida, H.G. Wells, Mark Twain e Mary Shelley, entre outros. Cada um destes autores escreveu obras apresentando tecnologia avançada e ambientada no século XIX ou início do século XX. Apesar de estes livros poderem ser classificados como steampunk hoje em dia, isto não é um rótulo exatamente correto, já que eles eram, na época de sua publicação, ambientados na época contemporânea (com exceção de Um Ianque de Connecticut na Corte do Rei Artur, de Twain).
Uma influência adicional na criação de steampunks são os contos Edisonade de Edward S. Ellis, Luis Senarens e outros, em que seus personagens Johnny Brainerd, Frank Reade, Jr, Tom Edison, Jr e Jack Wright usavam veículos tecnologicamente avançados movidos a vapor em aventuras através dos Estados Unidos e do mundo. Além de fornecer a escritores posteriores os primeiros exemplos de criações de ficção científica usando a força do vapor, estas histórias tiveram uma influência direta no tema do "boy inventor" (garoto inventor), um subgênero de ficção científica personificado por Tom Swift (e repetido por Steamboy, Girl Genius e outros).
Uma origem plausível para o ethos steampunk dentro um contexto de mídia deve ser o filme original mudo Viagem à Lua, de Georges Méliès, que retrata uma viagem à lua, usando as tecnologias da época (especificamente, usando um grande canhão para ejetar um 'foguete' no espaço).

## Mídia, arte e entretenimento

### Na música
A música steampunk é marcada por um estilo eclético, com destaque para o gótico da era vitoriana, synth-pop, música de cabarés, orquestral e até vozes sintetizadas para torná-lo um estilo distinto de suas influências. Outro aspecto marcante é o figurino dos músicos, a ambientação do palco e a customização dos instrumentos usados que situam a música steampunk dentro de seu apelo sonoro e visual.

### Na literatura
- The Warlord of the Air (1971), por Michael Moorcock
- A Máquina Diferencial (1990), escrito por William Gibson e Bruce Sterling
- Airborn (2004), escrito por Kenneth Oppel
- Leviathan (2009), escrito por Scott Westerfeld
- Série As Peças Infernais (2010 - 2013), por Cassandra Clare

### Nos jogos
- Arcanum: Of Steamworks and Magick Obscura
- Final Fantasy VI
- Thief (série)
- Série BioShock
- Série Dishonored
- Guns of Icarus Online
- They Are Billions
- Frostpunk
- League of Legends
- Série Fallout